# Чисельна відносність

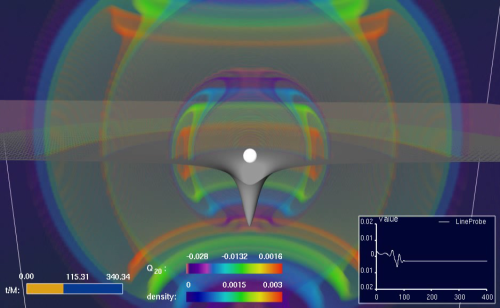
Кадр з моделювання процесу колапсу зірки в чорну діру з випромінюванням гравітаційних хвиль. Біла сфера в центрі - удаваний горизонт чорної діри; кольорові хвилі навколо неї - представлення гравітаційних хвиль мультипольності l = 2, m = 2; вставка праворуч знизу показує форму гравітаційних хвиль від події, прийнятих віддаленим спостерігачем

Чисельна відносність — область  загальної теорії відносності, яка розробляє і використовує  чисельні методи і алгоритми для  комп'ютерного моделювання фізичних процесів у сильних гравітаційних полях, коли необхідно чисельно розв'язувати рівняння Ейнштейна. Основні фізичні системи, для опису яких необхідна чисельна відносність, належать до  релятивістської астрофізики і включають в себе гравітаційний колапс,  нейтронні зірки,  чорні діри,  гравітаційні хвилі та інші об'єкти й явища, для адекватного опису яких необхідно звертатися до повної загальної теорії відносності без звичайних наближень слабких полів і малих швидкостей (як в постньютонівських розкладах і  теорії збурень на тлі точних розв'язків рівнянь Ейнштейна).
Моделювання в цій сфері вимагає спеціальних чисельних методів через складність і нелінійності рівнянь Ейнштейна (наприклад,  гіперболічність і  коректність постановки  задачі Коші, їхньої часової еволюції залежить від уявлення рівнянь, а також початкових і граничних умов), а також - для більшості тривимірних задач - великої обчислювальної потужності, доступної лише сучасним  суперкомп'ютерам. На даний момент у чисельній відносності актуальні дослідження в області симуляції релятивістських  тісних подвійних зірок і пов'язаних з ними гравітаційних хвиль, а також багато інших математичних та астрофізичних проблем.

## Загальні відомості
Головна мета чисельної відносності - вивчення  гравітаційних полів, чия точна аналітична форма невідома. Гравітаційні поля, форма яких шукається шляхом обчислень, можуть бути як повністю  динамічними, так і стаціонарними або статичними, а також можуть містити матеріальні поля. У загальній теорії відносності всі поля, крім гравітаційного, прийнято називати матеріальними. У разі стаціонарних і статичних розв'язків чисельні методи можуть використовуватися для вивчення стабільності цих конфігурацій. У свою чергу, у разі динамічних гравітаційних полів задачу можна розділити на дві частини, які вимагають різних методів розв'язування: задачу початкових значень і задачу еволюції.